# Serie A 2010-2011 (calcio femminile)
L'edizione 2010-2011 fu la quarantaquattresima edizione del campionato italiano di Serie A femminile di calcio. Il campionato è iniziato il 25 settembre 2010 e si è concluso il 21 maggio 2011. La Torres ha vinto il campionato per la quinta volta nella sua storia, la seconda consecutiva. Patrizia Panico e Daniela Sabatino hanno vinto la classifica marcatrici con 25 reti segnate a testa. Il Südtirol Vintl e l'Orlandia97 sono retrocesse in Serie A2.

## Stagione

### Novità
Con la riforma dei campionati voluta dalla Divisione Calcio Femminile, la formula del massimo torneo nazionale torna a 14 squadre dopo 8 anni: l'ultima stagione disputata con un numero così alto di squadre fu quella del 2002-03.
Sale il numero delle regioni italiane rappresentate nella massima serie: 10, tre in più della stagione precedente, ossia il Trentino-Alto Adige (con l'inedita presenza di una squadra altoatesina, il Südtirol Vintl Damen), la Toscana (grazie al ritorno in A del Firenze dopo due stagioni) e la Sicilia (che per merito dell'Orlandia97 fa la ricomparsa nella ribalta del calcio femminile italiano dopo 7 anni di lontananza).

### Formula
Le 14 squadre partecipanti si affrontano in un girone all'italiana con partite di andata e ritorno per un totale di 26 giornate.
La squadra campione d'Italia e la seconda classificata si qualificano alla UEFA Women's Champions League 2011-2012.
Le ultime due classificate retrocedono in Serie A2.

## Squadre partecipanti
| Club             | Stagione | Città               | Stagione precedente    |
| ---------------- | -------- | ------------------- | ---------------------- |
| Bardolino Verona | dettagli | Verona              | 2º posto in Serie A    |
| Brescia          | dettagli | Brescia             | 9º posto in Serie A    |
| Chiasiellis      | dettagli | Mortegliano (UD)    | 8º posto in Serie A    |
| Firenze          | dettagli | Firenze             | 2º posto in Serie A2/B |
| Lazio CF         | dettagli | Roma                | 7º posto in Serie A    |
| Mozzanica        | dettagli | Mozzanica (BG)      | 1º posto in Serie A2/A |
| Orlandia97       | dettagli | Capo d'Orlando      | 1º posto in Serie A2/B |
| Reggiana         | dettagli | Reggio Emilia       | 4º posto in Serie A    |
| Roma CF          | dettagli | Roma                | 6º posto in Serie A    |
| Südtirol Vintl   | dettagli | Vandoies/Vintl (BZ) | 2º posto in Serie A2/A |
| Tavagnacco       | dettagli | Tavagnacco (UD)     | 3º posto in Serie A    |
| Torino           | dettagli | Torino              | 5º posto in Serie A    |
| Torres           | dettagli | Sassari             | Campione d'Italia      |
| Venezia 1984     | dettagli | Venezia             | 10º posto in Serie A   |

## Allenatori e primatisti
| Squadra          | Allenatore                                            | Giocatrice più presente (tra parentesi il numero delle presenze)                      | Capocannoniere (tra parentesi il numero dei gol segnati) |
| ---------------- | ----------------------------------------------------- | ------------------------------------------------------------------------------------- | -------------------------------------------------------- |
| Bardolino Verona | Renato Longega                                        | Cristiana Girelli (26)                                                                | Cristiana Girelli (16)                                   |
| Brescia          | Nazzarena Grilli                                      | Lisa Alborghetti, Valentina Boni, Carla Brunozzi, Daniela Sabatino (26)               | Daniela Sabatino (25)                                    |
| Chiasiellis      | Maurizio Talotti                                      | Cristina Miani, Evelyn Vicchiarello (26)                                              | Evelyn Vicchiarello (14)                                 |
| Firenze          | Mario Nicoli                                          | Alia Guagni, Ilaria Leoni (26)                                                        | Alia Guagni (8)                                          |
| Lazio            | Roberto Piras (1ª-15ª) Fabio Cola (16ª-26ª)           | Tatiana Zorri (26)                                                                    | Tatiana Zorri (8)                                        |
| Mozzanica        | Paolo Fracassetti                                     | Alessia Gritti, Angela Locatelli, Francesca Tonani (25)                               | Chiara Piccinno (14)                                     |
| Orlandia97       | Vincenzo Castano (1ª-18ª) Leuccio Tonarelli (19ª-26ª) | Rossella Sardu (25)                                                                   | Piera Manzella (12)                                      |
| Reggiana         | Milena Bertolini                                      | Giulia Nasuti, Elisabetta Spina (26)                                                  | Sara Colzi (7)                                           |
| Roma             | Giampiero Serafini                                    | Alessandra Barreca (26)                                                               | Alessandra Barreca, Maria Ilaria Pasqui (7)              |
| Südtirol Vintl   | Roberto Genta (1ª-5ª) Antonio Alberti (6ª-26ª)        | Stefania Dallagiacoma, Rossella Cavallini (26)                                        | Rossella Cavallini (7)                                   |
| Tavagnacco       | Edoardo Bearzi                                        | Michela Martinelli, Ilaria Mauro, Laura Tommasella (26)                               | Penelope Riboldi (19)                                    |
| Torino           | Stefano Serami                                        | Federica Russo (26)                                                                   | Simona Sodini (12)                                       |
| Torres           | Salvatore Arca                                        | Sandy Iannella, Giorgia Motta, Ángeles Parejo, Daniela Stracchi, Elisabetta Tona (26) | Patrizia Panico (25)                                     |
| Venezia 1984     | Fabiana Comin (1ª-24ª) Giancarlo Nascimben (25ª-26ª)  | Giulia Lotto (26)                                                                     | Sara Capovilla (11)                                      |

## Classifica finale
|  | Pos. | Squadra               | Pt | G  | V  | N | P  | GF | GS | DR  |
|  | ---- | --------------------- | -- | -- | -- | - | -- | -- | -- | --- |
|  | 1.   | Torres                | 76 | 26 | 25 | 1 | 0  | 98 | 8  | +90 |
|  | 2.   | Tavagnacco            | 63 | 26 | 20 | 3 | 3  | 86 | 23 | +63 |
|  | 3.   | Brescia               | 59 | 26 | 18 | 5 | 3  | 59 | 13 | +46 |
|  | 4.   | Mozzanica             | 43 | 26 | 14 | 1 | 11 | 69 | 53 | +16 |
|  | 5.   | Bardolino Verona (-1) | 35 | 26 | 11 | 3 | 12 | 54 | 42 | +12 |
|  | 6.   | Roma CF               | 33 | 26 | 9  | 6 | 11 | 29 | 40 | -11 |
|  | 7.   | Torino                | 32 | 26 | 9  | 5 | 12 | 39 | 46 | -7  |
|  | 7.   | Chiasiellis           | 32 | 26 | 9  | 5 | 12 | 30 | 41 | -11 |
|  | 9.   | Venezia 1984          | 32 | 26 | 9  | 5 | 12 | 26 | 57 | -31 |
|  | 10.  | Reggiana              | 26 | 26 | 7  | 5 | 14 | 28 | 44 | -16 |
|  | 11.  | Firenze               | 23 | 26 | 6  | 5 | 15 | 25 | 66 | -41 |
|  | 12.  | Lazio CF              | 22 | 26 | 6  | 4 | 16 | 23 | 71 | -48 |
|  | 13.  | Südtirol Vintl        | 21 | 26 | 6  | 3 | 17 | 31 | 68 | -37 |
|  | 14.  | Orlandia97            | 18 | 26 | 3  | 9 | 14 | 30 | 55 | -25 |

Legenda:
      Campione d'Italia e ammessa alla UEFA Women's Champions League 2011-2012.
      Ammessa alla UEFA Women's Champions League 2011-2012.
      Retrocesse in Serie A2 2011-2012.
Note:
Tre punti a vittoria, uno a pareggio, zero a sconfitta.
Il Bardolino Verona ha scontato 1 punto di penalizzazione.

## Risultati

### Calendario
Di seguito si riporta il calendario della competizione.
| Andata      | 1ª Giornata                  | Ritorno     |
| 25 set 2010 |                              | 13 feb 2011 |
| 5-0         | Tavagnacco-Firenze           | 4-0         |
| 2-3         | Bardolino Verona-Chiasiellis | 4-1         |
| 2-1         | Lazio-Orlandia97             | 2-2         |
| 3-0         | Roma-Südtirol Vintl          | 2-2         |
| 3-1         | Venezia 1984-Mozzanica       | 0-4         |
| 0-2         | Brescia-Torres               | 1-1         |
| 0-0         | Torino-Reggiana              | 2-0         |

| Andata      | 4ª Giornata                     | Ritorno     |
| 30 ott 2010 |                                 | 12 mar 2011 |
| 4-0         | Chiasiellis-Lazio               | 2-0         |
| 0-4         | Firenze-Brescia                 | 0-7         |
| 4-1         | Mozzanica-Torino                | 2-3         |
| 0-0         | Orlandia97-Venezia 1984         | 1-1         |
| 0-3         | Reggiana-Torres                 | 0-1         |
| 1-1         | Roma-Tavagnacco                 | 0-2         |
| 4-1         | Südtirol Vintl-Bardolino Verona | 1-4         |

| Andata     | 7ª Giornata                 | Ritorno    |
| 4 dic 2010 |                             | 2 apr 2011 |
| 0-1        | Bardolino Verona-Tavagnacco | 1-3        |
| 4-2        | Brescia-Roma                | 3-0        |
| 0-2        | Chiasiellis-Orlandia97      | 1-1        |
| 0-1        | Lazio-Südtirol Vintl        | 3-1        |
| 2-1        | Reggiana-Firenze            | 1-2        |
| 5-0        | Torino-Venezia 1984         | 0-1        |
| 5-0        | Torres-Mozzanica            | 6-0        |

| Andata     | 10ª Giornata               | Ritorno     |
| 8 gen 2011 |                            | 30 apr 2011 |
| 1-2        | Bardolino Verona-Brescia   | 0-2         |
| 1-0        | Tavagnacco-Lazio           | 8-0         |
| 7-0        | Mozzanica-Firenze          | 3-0         |
| 2-0        | Roma-Reggiana              | 1-0         |
| 1-2        | Südtirol Vintl-Chiasiellis | 1-0         |
| 0-7        | Venezia 1984-Torres        | 1-7         |
| 2-0        | Orlandia97-Torino          | 0-1         |

| Andata      | 13ª Giornata              | Ritorno     |
| 29 gen 2011 |                           | 21 mag 2011 |
| 3-3         | Orlandia97-Südtirol Vintl | 1-2         |
| 1-0         | Chiasiellis-Tavagnacco    | 0-6         |
| 0-1         | Firenze-Venezia 1984      | 1-1         |
| 0-0         | Lazio-Brescia             | 1-0         |
| 3-1         | Mozzanica-Roma            | 3-1         |
| 2-2         | Reggiana-Bardolino Verona | 0-4         |
| 3-0         | Torres-Torino             | 6-0         |

| Andata     | 2ª Giornata                 | Ritorno     |
| 9 ott 2010 |                             | 19 feb 2011 |
| 0-0        | Chiasiellis-Torino          | 1-0         |
| 2-2        | Firenze-Bardolino Verona    | 0-1         |
| 1-4        | Mozzanica-Tavagnacco        | 1-3         |
| 0-2        | Orlandia97-Roma             | 0-0         |
| 0-0        | Reggiana-Brescia            | 0-2         |
| 1-3        | Südtirol Vintl-Venezia 1984 | 0-1         |
| 5-0        | Torres-Lazio                | 7-0         |

| Andata     | 5ª Giornata             | Ritorno     |
| 6 nov 2010 |                         | 19 mar 2011 |
| 1-2        | Bardolino Verona-Roma   | 1-2         |
| 4-0        | Brescia-Mozzanica       | 2-0         |
| 2-0        | Tavagnacco-Venezia 1984 | 3-0         |
| 1-0        | Lazio-Firenze           | 2-1         |
| 1-1        | Reggiana-Orlandia97     | 2-1         |
| 2-1        | Torino-Südtirol Vintl   | 2-2         |
| 4-2        | Torres-Chiasiellis      | 2-1         |

| Andata      | 8ª Giornata                 | Ritorno    |
| 11 dic 2010 |                             | 9 apr 2011 |
| 0-3         | Südtirol Vintl-Torres       | 0-4        |
| 2-2         | Firenze-Chiasiellis         | 3-1        |
| 4-1         | Tavagnacco-Torino           | 6-3        |
| 1-3         | Mozzanica-Reggiana          | 5-1        |
| 3-3         | Orlandia97-Bardolino Verona | 1-4        |
| 0-0         | Venezia 1984-Brescia        | 0-5        |
| 4-1         | Roma-Lazio                  | 3-2        |

| Andata      | 11ª Giornata           | Ritorno    |
| 15 gen 2011 |                        | 7 mag 2011 |
| 6-1         | Mozzanica-Orlandia97   | 4-5        |
| 1-0         | Brescia-Torino         | 3-1        |
| 1-0         | Chiasiellis-Roma       | 0-0        |
| 3-2         | Firenze-Südtirol Vintl | 3-0        |
| 0-3         | Reggiana-Venezia 1984  | 8-0        |
| 2-3         | Lazio-Bardolino Verona | 0-7        |
| 4-1         | Torres-Tavagnacco      | 2-1        |

| Andata      | 3ª Giornata                | Ritorno    |
| 16 ott 2010 |                            | 5 feb 2011 |
| 2-4         | Bardolino Verona-Mozzanica | 0-1        |
| 3-1         | Brescia-Chiasiellis        | 3-0        |
| 5-1         | Tavagnacco-Südtirol Vintl  | 9-1        |
| 0-1         | Lazio-Reggiana             | 2-1        |
| 7-1         | Torino-Firenze             | 2-1        |
| 5-0         | Torres-Orlandia97          | 2-0        |
| 2-0         | Venezia 1984-Roma          | 0-1        |

| Andata      | 6ª Giornata            | Ritorno     |
| 13 nov 2010 |                        | 26 mar 2011 |
| 1-0         | Chiasiellis-Reggiana   | 1-2         |
| 0-5         | Firenze-Torres         | 1-4         |
| 6-2         | Mozzanica-Lazio        | 6-0         |
| 3-4         | Orlandia97-Tavagnacco  | 0-3         |
| 0-3         | Roma-Torino            | 1-1         |
| 0-4         | Südtirol Vintl-Brescia | 0-3         |
| 1-2         | Venezia 1984-Bardolino | 1-3         |

| Andata      | 9ª Giornata             | Ritorno     |
| 18 dic 2010 |                         | 16 apr 2011 |
| 2-1         | Firenze-Orlandia97      | 0-0         |
| 1-2         | Torino-Bardolino Verona | 1-4         |
| 3-0         | Torres-Roma             | 5-0         |
| 2-1         | Reggiana-Südtirol Vintl | 0-1         |
| 0-2         | Brescia-Tavagnacco      | 1-1         |
| 0-0         | Chiasiellis-Mozzanica   | 1-2         |
| 1-1         | Lazio-Venezia 1984      | 1-3         |

| Andata      | 12ª Giornata             | Ritorno     |
| 22 gen 2011 |                          | 14 mag 2011 |
| 1-1         | Tavagnacco-Reggiana      | 6-1         |
| 1-2         | Südtirol Vintl-Mozzanica | 4-3         |
| 2-0         | Torino-Lazio             | 1-1         |
| 1-0         | Venezia 1984-Chiasiellis | 2-4         |
| 0-1         | Bardolino Verona-Torres  | 0-1         |
| 0-1         | Roma-Firenze             | 1-1         |
| 4-1         | Brescia-Orlandia97       | 1-0         |

## Statistiche

### Classifica marcatrici
Aggiornata al 20 giugno 2012
| Gol | Rigori |  | Giocatore           | Squadra          |
| --- | ------ |  | ------------------- | ---------------- |
| 25  |        |  | Patrizia Panico     | Torres           |
| 25  |        |  | Daniela Sabatino    | Brescia          |
| 19  |        |  | Penelope Riboldi    | Tavagnacco       |
| 18  |        |  | Tatiana Bonetti     | Tavagnacco       |
| 16  | 1      |  | Silvia Fuselli      | Torres           |
| 16  | 3      |  | Cristiana Girelli   | Bardolino Verona |
| 14  |        |  | Chiara Piccinno     | Mozzanica        |
| 14  |        |  | Ilaria Mauro        | Tavagnacco       |
| 14  | 3      |  | Evelyn Vicchiarello | Chiasiellis      |
| 14  | 4      |  | Valentina Boni      | Brescia          |